# Dolní Újezd (district de Přerov)
Pour les articles homonymes, voir Dolní Újezd.
Dolní Újezd (en allemand : Unter Aujest) est une commune du district de Přerov, dans la région d'Olomouc, en Tchéquie. Sa population s'élevait à 1 227 habitants en 2020.

## Géographie
Dolní Újezd se trouve à 5 km à l'ouest-nord-ouest de Lipník nad Bečvou, à 12 km au nord-est de Přerov, à 22 km à l'est-sud-est d'Olomouc et à 231 km à l'est-sud-est de Prague.
La commune est limitée par la zone militaire de Libavá au nord, par Bohuslávky à l'est, par Lipník nad Bečvou à l'st et au sud-est, par Veselíčko au sud et à l'ouest, et par Výkleky et Velky Újezd à l'ouest.

## Histoire
La première mention écrite de la localité date de 1322.

## Administration
La commune se compose de trois quartiers :
- Dolní Újezd
- Skoky
- Staměřice